# Lomami
Lomami  je velika lijeva pritoka rijeke Konga u Demokratskoj Republici Kongu duga 1 500 km.

## Zemljopisne karakteristike
Lomami izvire na visoravnima Katange na jugu Demokratske Republike Konga. Od izvora teče pravolinijski u smjeru sjevera, sve do svog ušća u rijeku Kongo kod mjesta Isangija, 113 km zapadno od Kisanganija.
Lomami ima sliv velik oko 95 830 km², koje se sastoji uglavnom od ekvatorijalne prašume u sredini Demokratske Republike Kongo. 

## Povezane stranice
- Kongo
- Popis najdužih rijeka na svijetu

## Vanjske poveznice
- (engl.) Lomami River (na portalu Encyclopedia Britannica)